# Latente belastingschuld
Een latente belastingschuld of fiscale claim is een toekomstige belastingschuld. De schuld bestaat feitelijk nog niet, en is uiteraard nog verre van afdwingbaar. Toch is het al (vrijwel) zeker dat de schuld eens door de belastingdienst in de toekomst geïnd zal worden. Een latente belastingschuld is dan ook een gangbaar begrip in de belastingwetenschap en is vaak de achterliggende reden voor op het eerste gezicht onbegrijpelijke belastingwetgeving. 
Het tegengestelde, een latente belastingvordering, bestaat ook maar komt veel minder voor. De reden hiervoor is de terughoudendheid die de belastingwetgeving betracht met het belasten van economische voordelen in tijd om te voorkomen dat men wordt aangeslagen voor iets dat men economisch nog niet heeft gerealiseerd.

## Totstandkoming
Een latente belastingschuld of -vordering ontstaat voor ondernemers door een tijdelijk verschil tussen de bedrijfseconomische en de fiscale jaarrekening. Voor niet-ondernemers geschiedt de opbouw van een latente belastingschuld door het ontstaan van in de toekomst belastbare voordelen. Bronnen van latente belastingschulden of -vorderingen zijn:
- Afschrijvingsverschillen tussen de bedrijfseconomische en fiscale jaarrekening;
- Pensioenopbouw en fiscaal gefaciliteerde levensverzekeringspolissen;
- Carry-back en carry-forward van fiscale verliezen leiden tot latente belastingvorderingen;
- Waardestijgingen die onbelast blijven, resulterend in een verschil tussen de fiscale boekwaarde en de martktwaarde.

Een latente belastingschuld komt derhalve tot stand doordat op tijdelijke basis onbelaste economische waarde wordt opgebouwd. Deze economische waarde laat de fiscus meestal onbelast omdat het niet redelijk of onpraktisch is de belastingplichtige daar nu al voor te belasten of omdat het een economische verstoring teweeg zou kunnen brengen. De overheid is echter (in de meeste gevallen) van mening dat ieder economisch voordeel bij een belastingplichtige ten minste een keer belast dient te worden, temeer daar anders een sluiproute kan ontstaan voor de ontwijking van (andere) heffingen.
Een voorbeeld is ongerealiseerde meerwaarde van een onderneming. Wanneer een onderneming volgens zijn fiscale balans een winst van 50 noteert en daarnaast een waardestijging van 100 door waardestijging van de bedrijfshal, zal de fiscus in principe slechts de 50 fiscale boekwinst belasten. Als de fiscus namelijk ook de waardestijging gaat belasten moet de ondernemer eigenlijk belasting betalen over iets dat hij nog niet heeft omdat hij pas de hal na verkoop te gelde kan maken. Als hij onvoldoende liquide middelen heeft zal dit ertoe leiden dat hij gedwongen is de bedrijfshal toch maar te verkopen, wat ertoe kan leiden dat hij zijn onderneming niet meer kan uitoefenen en er maar meteen mee stopt. Omdat dit tot economische kapitaalvernietiging kan leiden en bovendien als niet redelijk wordt gezien, hoeft de ondernemer maar over 50 belasting te betalen en zal de 100 waardestijging pas in de toekomst worden belast. Er ontstaat nu een stille reserve.
Een ander voorbeeld is de pensioenopbouw. Iedereen bouwt pensioenrechten op en wordt daar in principe niet voor aangeslagen. Ook levensverzekeringspolissen kunnen in sommige gevallen tot op zekere hoogte belastingvrij worden opgebouwd. Ratio hierachter is dat de uitkeringen in de toekomst alsnog worden belast met loonbelasting. Hierdoor kan bij opbouw het volledige bedrag worden benut voor investeringen. Normaal gesproken merken individuen er daarom weinig van dat ze een latente belastingschuld hebben, behalve als ze emigreren. In dat geval zal de nationale belastingdienst meestal een exitheffing over deze latente schulden opleggen. In het geval van Nederland wordt deze heffing na 10 jaar meestal kwijtgescholden, en staat deze ter discussie wegens mogelijke strijd met het Europees recht.

## Realisatie, afrekening en doorschuiven
Het komt in sommige gevallen voor dat de latente belastingschuld alsnog gerealiseerd wordt. Dit doet zich onder andere voor bij verkoop van een onderneming. Fiscaal staat bijvoorbeeld een intrinsieke waarde van 200 in de boeken, maar wanneer de onderneming verkocht wordt is het heel goed mogelijk dat de werkelijke waarde (en dus de verkoopprijs) 600 is. Dit verschil is zoals eerder gezegd tot stand gekomen door een verschil tussen de fiscale waarde en de werkelijke economische waarde, en is meestal in de loop der jaren gegroeid. Er is dan 400 aan extra winst gerealiseerd die de ondernemer in zijn aangifte zal moeten opnemen. De stille reserve is nu gerealiseerd en de ondernemer moet, zoals dat in fiscaal jargon heet, "afrekenen". De latente belastingschuld is nu een materiële belastingschuld geworden die uiteindelijk door formalisatie afdwingbaar wordt. Latente belastingschulden dienen te worden "afgerekend" bij onder andere een fusie, een inbreng van een onderneming, verkoop van de onderneming of aandelen, emigratie en overlijden. Ook is het mogelijk dat ze zelfcorrigerend zijn, zoals bij afschrijvingsverschillen.
In sommige gevallen is het echter mogelijk deze afrekening "door te schuiven". De ondernemer of belastingplichtige hoeft dan niet te betalen, maar de oude fiscale boekwaardes dienen te worden aangehouden. De ondernemer of belastingplichtige schuift zo de latente schuld als het ware voor zich uit, want eens in de toekomst zal hij wel onherroepelijk moeten afrekenen. Het zal voor zich spreken dat in zo'n geval de economische waarde (veel) hoger ligt. De ondernemer hoeft nu niet af te rekenen, maar zal wel door de lagere boekwaarde ook lagere afschrijvingen hebben, waardoor toekomstige winsten hoger kunnen uitvallen. De beslissing om af te rekenen dan wel door te schuiven zal per ondernemer of aandeelhouder verschillen en is afhankelijk van de staat van de onderneming, de economie, de financiële situatie van de belastingplichtige en het nationale fiscale recht. De keuze om "door te schuiven" bestaat meestal bij fusies en inbrengen, waarbij (uiteraard) de gerealiseerde economische waarde direct terugvloeit in de onderneming en niet ten goede komt aan de ondernemers of aandeelhouders. Onder stringente voorwaarden zal men in dat geval kunnen opteren voor "doorschuiven", meestal ziet dit op situaties waarin de onderneming wordt voortgezet.
Wanneer bij een dergelijke overgang stille reserves belast worden spreken we van een "ruisende" overgang, zo niet, dan is deze "geruisloos". "Ruisend" is een uitdrukking afkomstig van het geruis van muntstukken die in de nationale schatkist vloeien.